# Pelztierfarm Appelburg

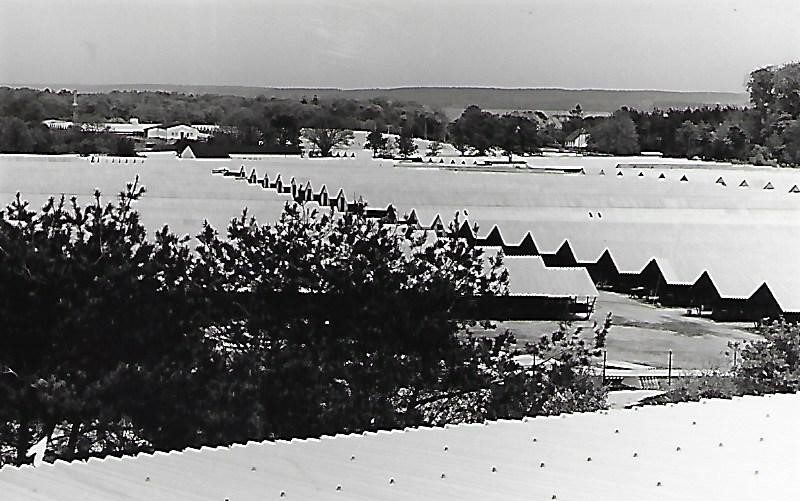
Pelztierfarm Appelburg

Die Pelztierfarm Appelburg in Plau am See umfasste 52 ha und war Europas größte Zuchtanlage für Nerze. Außerdem wurden Marder, Füchse, Dingos und Schafe gezüchtet.

## Appelburg

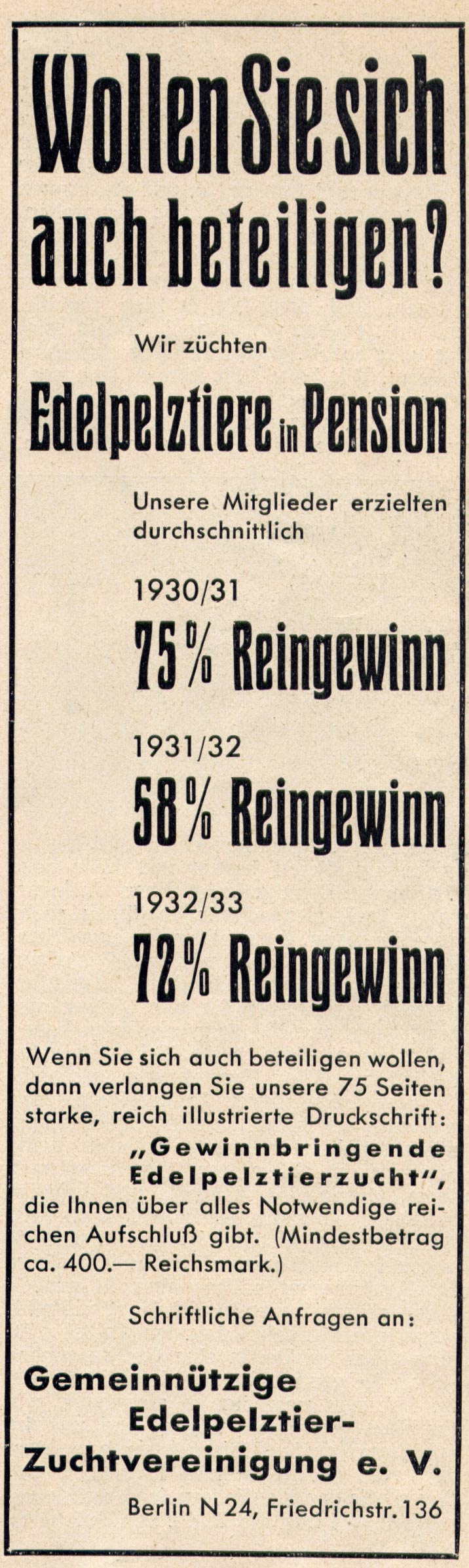
Werbung der GEZ 1933

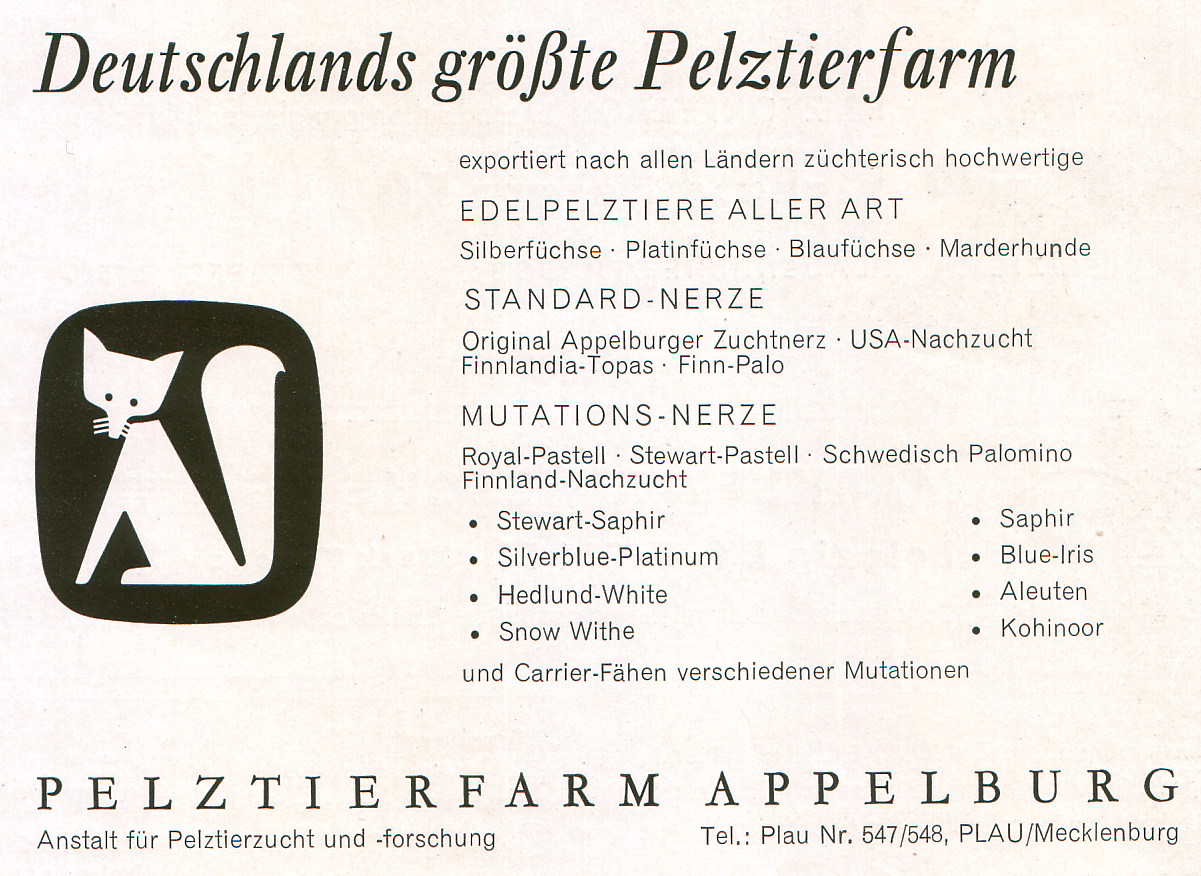
„Deutschlands größte Pelztierfarm“ (Anzeige 1964)

In Hinblick auf viel Wasser und Wald wollte die Gemeinsame Edelpelztier-Zucht (Berlin) in Plau am See eine Pelztierfarm errichten. Besonders geeignet war das Stadtgut Appelburg am Südrand des Stadtgebiets. Ursprünglich eine der Burgen zur Verteidigung von Plau, wurde die Appelburg mehrmals zerstört und 1721 vollständig abgerissen. Wieder bebaut wurde das Gelände 1823 mit einem Lehmfachgebäude. Dieses Fachwerkhaus war im 19. Jahrhundert ein beliebtes Ausflugsziel der Plauer. Nach 1936 diente es als Verwaltungsgebäude der Pelztierfarm. Seit 1932 war es verpachtet an Ludwig Strauß, NSDAP-Mitglied und später Ortsbauernführer. Wegen der vielen Arbeitslosen und der 60 versprochenen Arbeitsplätze entschied sich die Stadt für die Pelztierfarm. Strauß erhielt eine hohe Abfindung.

### Pacht
Am 9. April 1936 schloss die Stadtkämmerei mit der GEZ einen Pachtvertrag auf 20 Jahre. Die jährliche Pacht belief sich auf 1400 Reichsmark. Als eingetragener Verein hatte die GEZ 3454 Anleger. Es stellte sich heraus, dass ein Verein einen Betrieb dieser Größenordnung nicht leiten und keine Geschäfte führen durfte. Deshalb wurde er am 1. Oktober 1936 zur GEZ Betriebsgesellschaft m. b. H. umgewandelt. In einem zweiten Pachtvertrag am 15. Mai 1937 vereinbarte die GEZ die Einrichtung eines Freigeheges für Echte Füchse. Auch dieser Vertrag wurde für 20 Jahre abgeschlossen. Für die aus dem Stadtforst zugepachteten 34,11 ha brachte er einen jährlichen Pachtzins von 1500 Reichsmark. Verbiss der Füchse schädigte den Buchen-, Kiefern und Lärchenbestand. Üblen Geruch gab es nicht nur in der Ranzzeit; wie jedoch eine von Bürgermeister Cletus Schöffler veranlasste Untersuchung ergab, waren auch Kläranlagen von Kurhäusern und eine Wurstfabrik als Ursachen verantwortlich. Die Farm brachte gute Erträge.

### Füchse
Anfang 1942 wurde die GEZ in Wirtschaftlicher Verein „Deutsche Edelpelztier-Zucht“ umbenannt. Zum Betrieb in Plau gehörten noch sechs kleinere Betriebe und ein Vertrags-Zuchtbetrieb. Betriebsleiter war Eggert von Ploetz. Gezüchtet wurden Silber-, Blau- und Platinfüchse zur Produktion von Silberfuchs-, Blaufuchs- und Platinfuchsfellen. Wegen der Luftangriffe der Alliierten auf Berlin verlegte die Gesellschaft 1944 ihren Hauptsitz von Berlin nach Plau. Am 7. Oktober 1944 wurden aus lettischen Staatsfarmen 900 Ostland-Silberfüchse, Blau- und Platinfüchse über Riga und Stettin in die Plauer Farm gebracht. Weitere 500 folgten. Beim Kriegsende in Südmecklenburg besetzte die Rote Armee das Farmgelände. Der Betrieb lief notdürftig weiter. Um die verbliebenen Füchse mit Fisch ernähren zu können, beschlagnahmte die sowjetische Besatzungsmacht Fischereigerät und Kähne. Den Pachtzins entrichteten sie nicht. Am 1. April 1947 schloss die Stadt Plau mit dem Ministerium für Außenhandel der UdSSR einen neuen Pachtvertrag auf drei Jahre mit einem Pachtzins von 3000 Reichsmark jährlich ab. Die Pachtfläche (= Betriebsfläche der Farm) betrug 49,6 ha. Die Abtrennung von Wegen und Bauplätzen hatte die Gesamtfläche des Stadtgutes Appelburg von 82 ha auf 79 ha gemindert. Nach zwei Jahren wurde der Pachtvertrag von 1947 aufgehoben. Am 17. März 1949 kam die Pelztierfarm wieder in deutsche Verwaltung. Auf der Grundlage des Vertrages von 1947 wurde am 20. Mai 1949 ein Pachtvertrag mit der Deutschen Wirtschaftskommission abgeschlossen. Mit Gründung der Deutschen Demokratischen Republik wurde die Pelztierfarm Appelburg Volkseigentum. Rechtsträger blieb zunächst das Kommunale Wirtschaftsunternehmen als Nachfolger der Stadtkämmerei Plau. Die Pachtzahlungen wurden zum 1. April 1950 eingestellt. Das Ministerium des Innern (DDR) ließ der Stadt Plau den noch ausstehenden Pachtzins von 2250 Deutsche Mark und die vertraglich vereinbarte Grundsteuer von 1.223,75 DM auszahlen. Am 1. Januar 1951 ging die Rechtsträgerschaft von Plau auf die Gebietsvereinigung Volkseigener Güter in Schwerin über.

### Nerze
Der junge Volkseigene Betrieb hatte 799 Silberfüchse und 328 Nerzfähen im Bestand. Im ersten Zuchtjahr gab es 2051 Jungfüchse und 2121 Jungnerze. 1957 umfasste der Bestand an Silberfüchsen 6110 Tiere. Die Aufzuchtverluste bei Silberfuchs wurden zwischen 1953 und 1961 von 9 % auf 0,8 % gesenkt. In den 1950er Jahren verfielen die Preise; der enorme Verbrauch an Fuchsfellen ließ ihr Prestige sinken, der Silberfuchspelz galt zudem inzwischen als ein Attribut leichter Mädchen. Deshalb stellte sich der Appelburger Betrieb auf den Amerikanischen Nerz (Mink) um. Den Amerikanischen Nerz deshalb, weil der Europäische Wildnerz bei weitem nicht ein so schönes und dichtes Fell besitzt. 1956 belief sich der Bestand auf 1300 Zuchtnerze. Erfolgreich war der 1961 groß angelegte Zuchtversuch von Anden-Chinchillas. Jeweils 21 Blau- und Silberfüchse wurden 1963 allein für Lehr- und Anschauungszwecke ausgesetzt. Zur selben Zeit war der Nerzbestand auf 33.586 gewachsen.
Schüler der oberen Klassen erhielten Unterricht in Produktiver Arbeit (DDR). Wöchentlich einen Tag wurden sie in Volkseigenen Betrieben eingesetzt, so auch in der Pelztierfarm. Sie hatten vor allem den Tierkot unter den Käfigen zu beseitigen. Die Anlage wurde ständig erweitert und modernisiert. 1974 waren 105.000 Nerze gezüchtet (und „gepelzt“) worden. Aneinandergereiht hätten die Nerzschuppen eine Länge von 20 Kilometer ergeben. Jeder Schuppen hatte 240 Gehege. Die tägliche Fütterungsfahrt durch die Schuppen erstreckte sich auf 50 Kilometer. In Appelburg und in den sechs angeschlossenen Betrieben wurden täglich 55 Tonnen Nerzfutter verfüttert. Dafür betrieb die Farm eine eigene Schlachterei, ein eigenes Wasserwerk und eine vollbiologische Kläranlage. Die neun Wachtürme wurden baupolizeilich geschlossen und 1961/62 abgerissen.

## Bedeutung
Die Pelztierfarm entwickelte sich zum größten Zuchtbetrieb in Europa. Zugleich war sie die zentrale Ausbildungsstätte für Pelztierzüchter-Lehrlinge auf dem Gebiet der DDR. Die Ausbildungszeit betrug zwei Jahre, oder, zeitlich gestreckt zum „Facharbeiter der Pelztierzucht“, vier Jahre. 1979 entstand ein neues Lehrlingswohnheim mit 40 Plätzen. In das ehemalige Lehrlingswohnheim (das Gutshaus) zog die am 28. August 1974 eröffnete Arztpraxis, eine Außenstelle des Landambulatoriums. Ende der 1950er Jahre entstanden die ersten Betriebswohnungen am Millionenweg. 20 Jahre später kamen am Parkweg die ersten Eigenheime für Betriebsangehörige hinzu. Zur Pelztierfarm gehörten das 1974 eingeweihte Kulturhaus mit 300 Plätzen und der öffentlichen Gaststätte „Appelburg“, Ledigenunterkünfte, ein Kindergarten, eine Kinderkrippe und ein Kinderferienlager.  Sportgruppen winkten bei Wettbewerben Preise, Ehrungen und Auszeichnungen. Viele Lehrlinge waren in der Grundorganisation der Gesellschaft für Sport und Technik „Robert Nawroth“ organisiert. Alljährlich wurde in den letzten Februartagen das Pelzfest gefeiert. Es entsprach dem Erntefest der Bauern und schloss die im Dezember beginnende Pelzung ab. Zugleich war es der Auftakt zur Paarung in der ersten Märzwoche.
Der Erfolg blieb nicht aus: Als Musterbetrieb brachte die Pelztierfarm Appelburg dem Staat Millionen an Devisen. Zwischen 1950 und 1990 wuchs der Tierbestand von 4500 auf 250.000. Im Jahr 1967 hatte die Farm 185 Beschäftigte. 45.242 verkaufte Felle brachten einen Erlös von 5.604.500 DM. Zuchttiere wurden eingeführt aus der Sowjetunion, den Vereinigten Staaten, den Niederlanden, aus Finnland, Schweden und Dänemark. Ausgeführt wurden sie vor allem in Sozialistische Bruderländer. Die Betriebsbezeichnung wechselte häufig. Die letzte war VVB Tierzucht, Pelztierzuchtkombinat (Z) Appelburg. Alle Felle kamen in Leipzig zur Auktion ins westliche Ausland.
Der VEAB (tR) Leipzig zahlte 1957 einen Durchschnittspreis von 103,78 DM. Vier Jahre später wurden 114,07 DM erreicht. Der Kostensatz konnte 1959–1961 um ein Drittel (auf 61,30 DM) gesenkt werden. Zwischen 1951 und 1961 wuchs der jährliche Bruttolohn eines Arbeiters von 3000 DM auf 5800 DM. In den Produktionsbrigaden hatten 69 % der Arbeiter einen Facharbeiterbrief.

### Wende und Ende

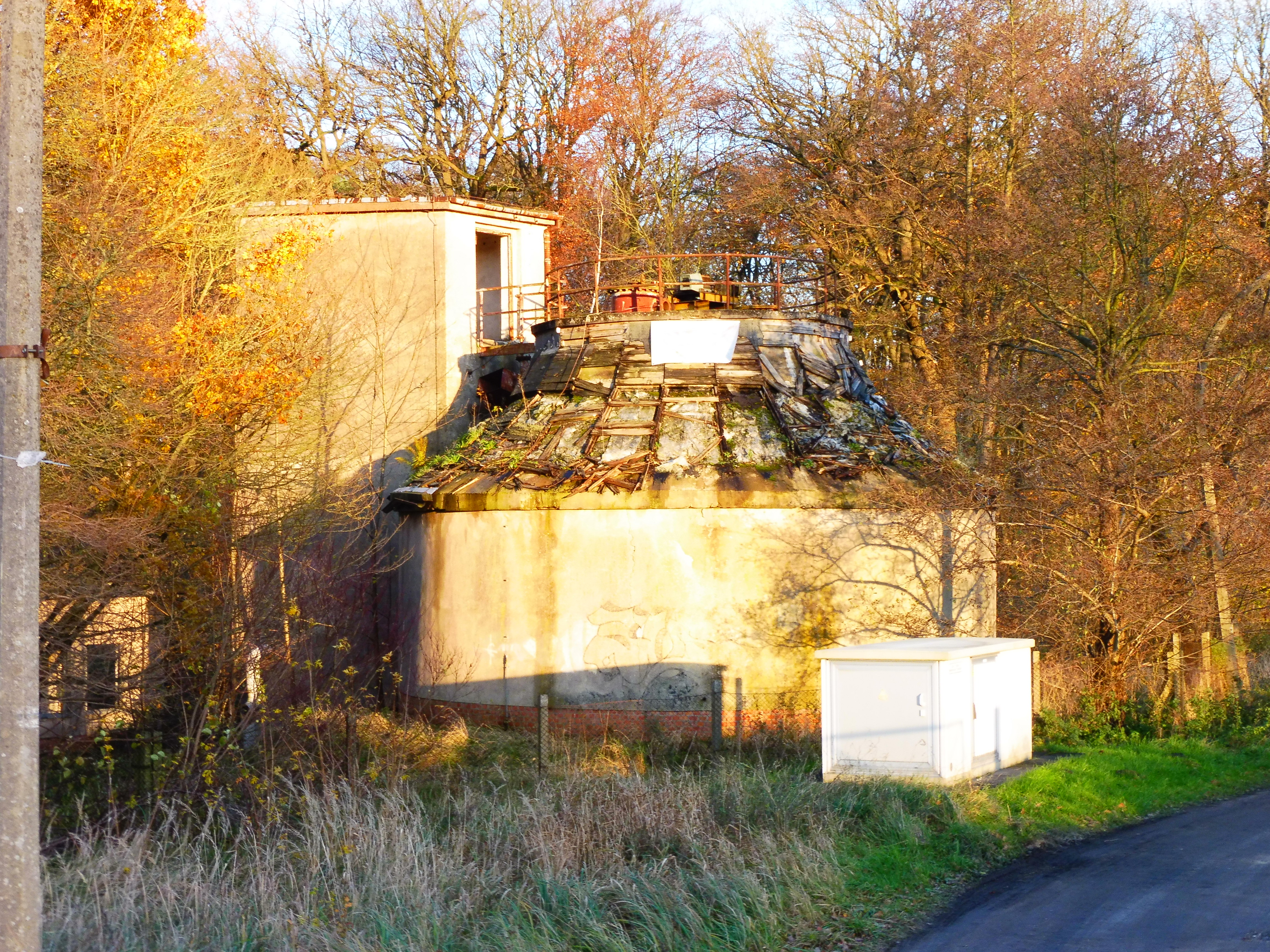
Ruine der Kläranlage

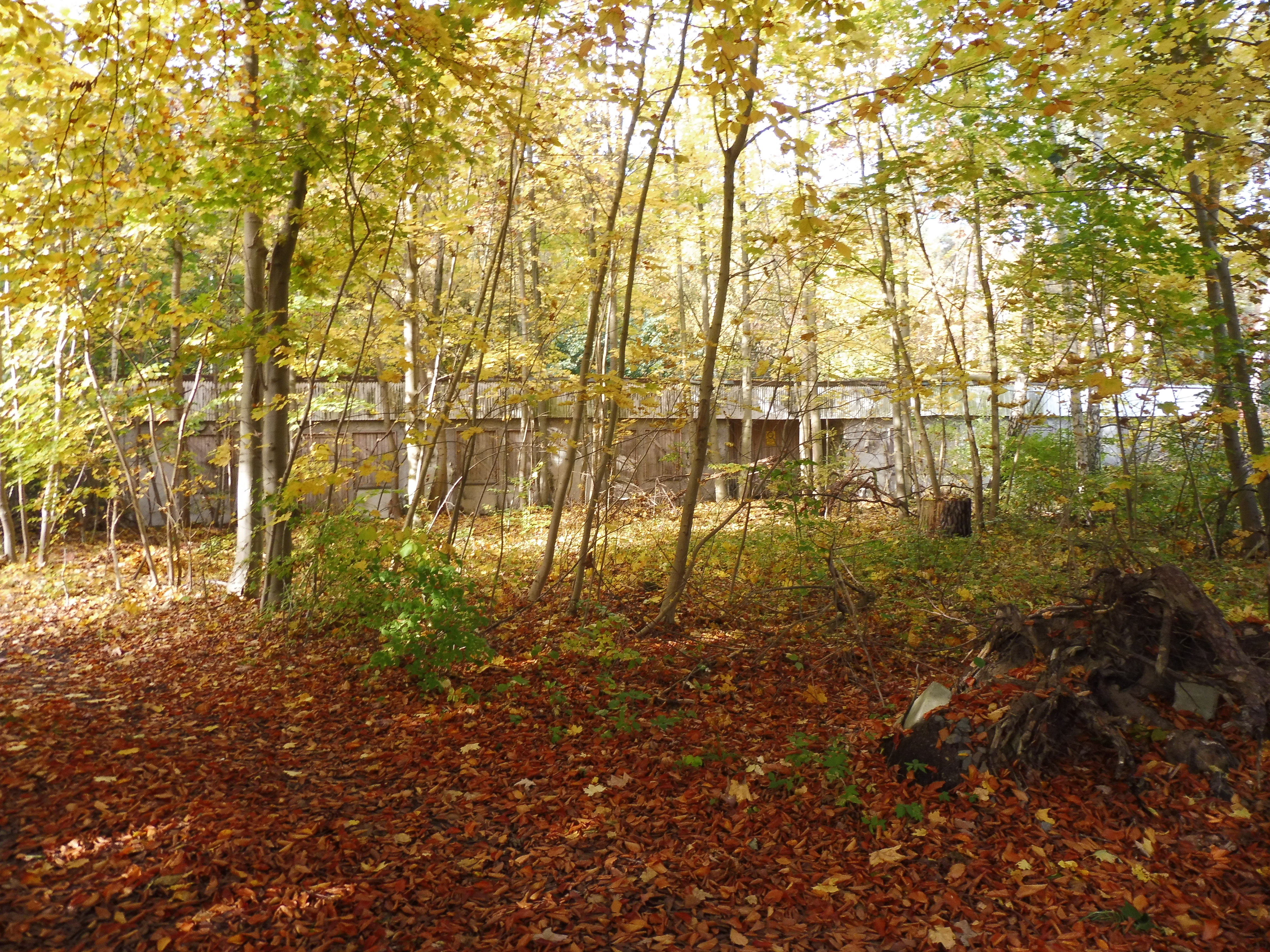
Ehemalige Kinderkrippe

Die Wende und friedliche Revolution in der DDR brachte das Ende der weltweit bekannten Pelztierzuchtfarm. Die wirtschaftliche Lage verschlechterte sich, die Tierschützer wollten keine Tierzucht für Moden. Der Betrieb halbierte den Tierbestand auf 100.000 Jung- und Zuchttiere. Aus dem Volkseigenen Betrieb wurde die Appelburger Nerz-Futter-Service GmbH. 1990 wurde versucht, den 1953 eingerichteten Betriebszoo zu erhalten. Er war eingerichtet worden, um den Plauern und ihren Gästen einen Einblick in die Haltung der Pelztiere zu geben; denn aus veterinär-hygienischen Gründen durfte das Betriebsgelände nicht betreten werden. Gehalten wurden auch Störche, Nutria, Siamkatzen und andere Tiere. 1963 hatte der Zoo mehr als 40.000 Besucher.
Das größte Umweltproblem der Farm war die Bodenbelastung durch die Exkremente der Tiere. So wurde die Pelztierfarm am 1. September 1991 geschlossen. Dipl.-Agraringenieur Alfons Knaup († 2021), seit 1956 Angestellter und seit 1970 Direktor des Betriebes, übergab die Farm der Treuhandanstalt. Nur die Wohnblöcke und die verfallene Kinderkrippe in Appelburg zeugen noch von der Farm. Die beiden Gerbereien bestehen nicht mehr.

### Angeschlossene Farmen

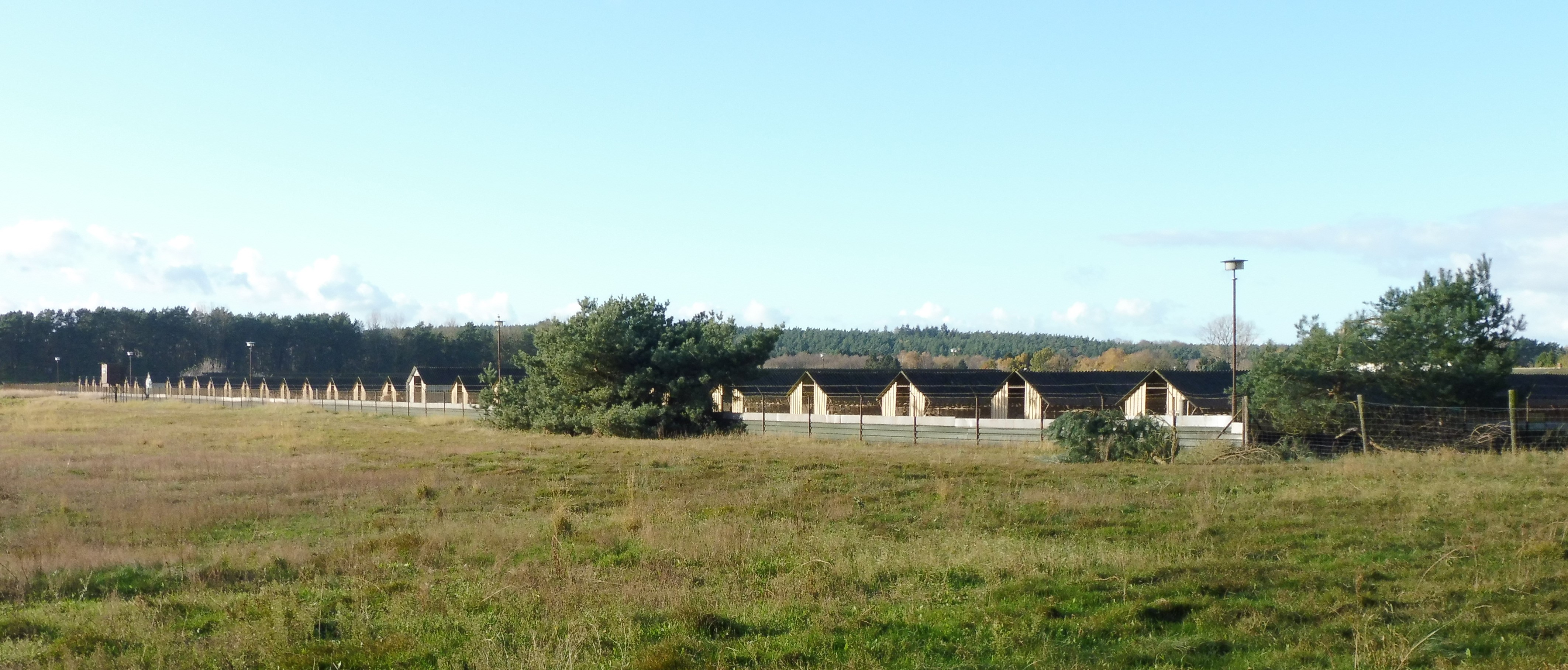
Nerzschuppen in Klueß (2017)

Um näher an die Quelle für preisgünstigen Futterfisch zu gelangen, wurde von der VE Pelztierfarm Appelburg im Jahr 1957 ein Zweigbetrieb in Bergen auf Rügen errichtet. Unter anderem wegen der Probleme der großen Entfernung zum Stammbetrieb wurde mit Ablauf des Produktionsjahres 1960 die Zweigstelle als juristisch selbständiger Betrieb dem Rat der Stadt Rügen, Abteilung Landwirtschaft unterstellt.
Zum Plauer Betrieb gehörten auch die Pelztierfarmen in Klueß und Zirtow. Die Gesamtlänge aller Schuppen belief sich auf 73 km. In Zirtow bei Wesenberg soll 2017 mit einem Bestand von 40.000 Tieren die größte Pelztierfarm Europas in Betrieb gewesen sein. In einem gerichtlichen Vergleich von 2014 hat der Betreiber, die Appelburger Futter-Service GmbH mit Sitz in Leizen, zugesichert, die Anlage Ende des Jahres 2017 endgültig zu schließen. Damit gibt es in Mecklenburg-Vorpommern keine Pelztierfarmen mehr.